# Sino-tibeti nyelvcsalád
A Sino-tibeti nyelvcsalád a természetes nyelvek egyik nyelvcsaládja, melynek nyelveit Kelet- és Délkelet-Ázsiában beszélik. Beszélői számát tekintve – az indoeurópai után – a második legnagyobb nyelvcsalád, elsősorban a több mint egymilliárd kínai anyanyelvű révén. Közös jellemzőik az izoláló nyelvszerkezet (egyszótagú gyökszavak) és a tonalitás (éneklő hangsúly).

## Besorolása
Máig vita tárgya, hogy genealógiailag lehet-e egyáltalán sino-tibeti nyelvcsaládról beszélni. A középpontban álló két nyelv, egyben a nyelvcsalád névadó nyelvei, a kínai és a tibeti rokonságát is csak a 20. században sikerült igazolni, míg sok más nyelv esetében az önálló írásbeliség hiánya is megnehezíti az összehasonlító nyelvészek munkáját. A nyelvészeknek nem könnyű a dolguk, ha Belső-, Kelet- és Délkelet-Ázsia nyelveit veszik nagyító alá, és a rokonsági fokok megállapítására törekednek. Adott esetben az olyan első látásra nyilvánvaló egyezések, mint a monoszillabikus izoláló (egyszótagú elszigetelő) jelleg, a jelentésmegkülönböztető szereppel bíró tonalitás megléte hasonló vagy éppen teljesen megegyező szórend és a gyakorta igen közeli földrajzi eloszlás vélt bizonyítékokként szolgálhatnak a rokonság megállapításához.

### Előzmények
A nyelvcsalád szerkezetének ma ismert formája nem is oly régen még egészen másként festett. Korábban indokínai nyelvcsalád néven emlegették, amelybe a thai nyelveket (áhom, sziámi, lao stb.) a vietnámit és a miao-jao nyelveket is besorolták. A nyelvcsalád felosztását tekintve alapvetően két fő nézet vetekszik. Az egyik nézet megalapozói Li Fanggui és Luo Changpei kínai nyelvészek voltak. E szerint a sino-tibeti nyelvcsaládba tartoznak még a kam-tai nyelvek és a miao-jao nyelvek is. Robert Shafer (1974. 2-8) még nem választotta le ezeket a nyelvcsaládokat és nyelveket a sino-tibeti nyelvcsaládról, azonban egy pontos hierarchiát dolgozott ki a nyelvek egymáshoz fűződő genealógiai ábrázolásához, mely igen nagy jelentőségűnek bizonyult a későbbi kutatások szempontjából. Shafer -ikus (-ic) végű osztályok (Divison) néven jelöli meg a legnagyobb gyűjtőcsoportokat, ez alá sorolja a -szerű (-ish) végződésű szekciókat (Section), melyeket további ágakra (Branch) oszt, s ezeknek az ágaknak a végén találhatók az egyes nyelvek, a rendszer legkisebb egységei (Unit). A sino-tibeti nyelvcsaládot következő főbb nyelvi osztályok szerint csoportosítva mutatja be:
- Barikus (Baric) vagy asszámi, amely Burma északkeleti határához közel a Himalája déli lejtőjén beszélt nyelvek csoportja.
- Bodikus (Bodic), melyet a Tibet területén, Nepál északi részén, Kasmírban és Ladakban beszélt nyelvek alkotják.
- Burmikus (Burmic), a többnyire Burmában beszélt nyelvek.
- Daikus (Daic) Nyugat-Kína, Laosz, Sziám és Burmában a Shan állam területén beszélt nyelvek egy része.
- Sinitikus (Sinitic), amelybe a kínai nyelv és az északi és déli nyelvjárásai tartoznak.
- Karenikus (Karenic) osztály, amelyet a Dél-Burmában beszélt nyelvek közel egy tucatja alkotja.

A sino-tibeti nyelvek másik jelentős osztályozási elméletének megalkotása Paul Benedict (1972) nevéhez fűződik (melyet a nyugati nyelvészek többsége elfogad). Az ő általa kidolgozott rendszer egyszerűbb, áttekinthetőbb változatot javasol, mely szerint a kam-thai és a miao-jao nyelvek nem rokonai a sino-tibeti nyelvcsaládnak, ezeket ma már az ausztronéz nyelvek családjába sorolják. Benedict szerint ugyanakkor a főképp az Észak-Burmában beszélt karen nyelveket a kínai-tibeti nyelvek közé kell sorolni, és így a sino-tibeti nyelvcsaládnak két fő ága van, a kínai és a tibeti-karen, mely utóbbi tagozódik tibeti-burmai alágakra. E kategorizálás szerint összesen mintegy háromszázra tehető a sino-tibeti nyelvek száma. Ezek nagy része törzsi nyelv, néhány ezer, legföljebb néhány tízezer beszélővel. Többé-kevésbé hasonló rendszert mutat be Nishida (1970) és Egerod (1974) is.

### Jelenlegi álláspontok
A kam-thai és a miao-jao nyelvek kínai-tibeti nyelvcsaládról történő leválasztása után sem csendesedett el a vita (RÓNA-TAS 1985. 108-112). Sokan megkérdőjelezik a tibeti-burmai és a kínai nyelvek rokonságát is. A rokon szavakon túl (a jelenlegi legterjedelmesebb rokonszó-listák mintegy 500 szót érintenek) vannak bizonyos szerkezeti hasonlóságok a kínai-tibeti nyelvcsaládban, melyek utalhatnak a tényleges rokonságra:
- Rendkívül nagy a tonális nyelvek aránya a családon belül. A legjellegzetesebb képviselői ennek a jelenségnek a kínai, a tibeti (legtöbb nyelvjárása) és a burmai.
- A monoszillabikus izoláló jelleg, azaz a nyelv morfémái kizárólag, vagy döntő többségükben egy szótagúak.
- A nyelvek morfológiai–szintaktikai jellege analitikus, azaz igen csekély a toldalékok alkalmazása és morfológiai szerepe a szintaktikai eszközökéhez képest. Ebben kivételt képez némely tibeti-burmai nyelv.
- A tibeti-burmai ág bizonyos nyelveinek (pl. tibeti, jingpo) kivételével általános jellegzetesség a számlálószók használata a számneves főnévi szerkezetekben. Ezeknek a számlálószóknak a megválasztása az őket vonzó főnév szemantikai tulajdonságának függvénye (a számlálószók használata, areális jelenségként, a térség más nyelvcsaládokba tartozó nyelveire is kiterjedt, pl. a japánra és a vietnámira).
- E nyelvek zömében (pl. kínai, ji és a burmai) gyakori eszköz a melléknevek mértékjelölésére, a névszói többes szám kifejezésére a reduplikáció, azaz egy szótag, egy morféma, esetleg egy egész szó megismétlése.

A rokonság ellen szóló egyik legfőbb érv a szórend. A morfológiailag szegényesebb nyelvekben a mondatok szórendje erősen kötött. A szórend tekintetében az alany-tárgy-ige (SOV) sorrend dominál a tibeti-burmai nyelvekben, míg a nyelvcsalád más ágaira az alany-ige-tárgy (SVO) típus jellemző. Amíg például a tibeti-burmai nyelvek majd mindegyike alany-tárgy-ige (SOV) szerkezetű (ez alól csak a karen nyelv a kivétel, amelyik a kínaival megegyező szórendet tart), addig a kínai nyelvek alany-ige-tárgy (SVO) szerkezetet mutatnak. Már pedig a szórend a nyelv egyik legnehezebben változó része. A kínai-tibeti nyelvcsalád mellett lándzsát törők i.e. 4000-re – hasonlóan az indoeurópai nyelvcsaládhoz – teszik a kínai és a tibeti-burmai ág szétválását, és e hatalmas időintervallumnak tudják be, a ma már szembeötlő fonológiai, szemantikai, szintaktikai különbségeket.
Összefoglalva megállapítható, hogy a kínai-tibeti nyelvek egy családba tartozása erősen valószínűsíthető, de kielégítő bizonyosságot inkább csak a tibeti-burmai ág nyelveinek szorosabb kapcsolatára, valamint ennek az ágnak a kínaihoz való valamivel lazább fűződésére talált a tudomány. A többi érintett nyelv esetében fokozza a bizonytalanságot a korábbi nyelvállapotok emlékeinek hiánya, a rajtuk végzett rekonstrukciós és összehasonlító munka kezdeti stádiuma, valamint az areális hatások okozta zavarok. Azonban amennyire bizonytalan e nyelvek genealógiai összetartozása, oly nyilvánvaló tipológiai rokonságuk, melyekről már fentebb tettünk említést.

## Felosztása
A nyelvcsaládhoz tartozó nyelvek:
- Kínai ág
  - mandarin
  - vu
  - kantoni (jüe)
  - kan
  - hakka
  - hsziang
  - min
    - északi min
    - keleti min
      - fucsoui

    - déli min
      - hsziameni
      - csaocsoui
      - taivani
      - hainani
      - hoklo
      - lan-nang
- Karen ág
  - karen
- Tibeto-burmai ág
  - Tibeti nyelvek
    - Bodi-himalájai nyelvek
      - Bodi nyelvek
        - derge
        - gjarung
        - gurung
        - tibeti

      - Himalájai nyelvek
        - Almorai ág
          - rangkasz

        - Kanauri ág
          - bunan
          - csamba lahuli
          - csitkhuli
          - kanasi
          - mancsati
          - rangloi
          - thebor

    - Kiranti (bahing-vaju) nyelvek
      - Keleti (bahing) ág
        - bahing
        - dumi
        - jakha
        - khambu
        - lambi-csong
        - lohorung
        - lumbu
        - rodong
        - szunvar
        - vaiing

      - Nyugat (vaju) ág
        - csepang
        - magari
        - vaju

      - nevari

    - Miri nyelvek
      - abor
      - dafla (nyiszing)
      - digaro (tajing)
      - mindzsu
      - miri (mising)

    - dhimal
    - hruszo

  - Burmai nyelvek
    - Burmai-lolo nyelvek
      - Burmai ág
        - burmai
        - lasi (leci)
        - maru (laung)

      - Lolo ág
        - Északi csoport
          - ji
          - liszu
          - lolofo

        - Déli csoport
          - hani (akha)
          - lahu

        - csiang
        - na-hszi

    - Kacsin nyelvek
      - aci (caiva)
      - kacsin (csing-po)

    - Kuki nyelvek
      - Kuki ág
        - Középső csoport
          - lai
          - lakher
          - lusai

        - Északi csoport
          - kamhau
          - szijin
          - thado

        - Déli csoport
          - jodvin
          - csinbok
          - khami
          - so

        - Ókuki csoport
          - aimol
          - anai
          - bete
          - lamgang
          - purum
          - rangkhol

        - Nyugati csoport
          - empeo
          - kabui
          - khoirao
          - kvoireng
          - maram

        - lahupa csoport
          - khoibu
          - maring
          - tangkhul

      - Nágá ág
        - angami
        - ao
        - lepcsá (rong)
        - rengma
        - sema